# Margaret Tumusiime
Margaret Tumusiime (sinh ngày 20 tháng 6 năm 1962) là một cung thủ đến từ Uganda. Cô đại diện cho Uganda trong môn bắn cung tại Thế vận hội Mùa hè 2000 ở Sydney, Úc.

## Sự nghiệp
Tumusiime bắt đầu chơi bắn cung vào năm 1994 với một người bạn Canada. Chị gái của cô, Gertrude Mwera và một người bạn khác đã bỏ cuộc chơi sau một năm.
Tumusiime đủ điều kiện cho Đại hội Thể thao toàn châu Phi năm 1995.
Cô đã hoàn thành thứ bảy tại Giải vô địch toàn châu Phi năm 1999. Điều này có nghĩa là cô đủ điều kiện tham gia Thế vận hội Mùa hè 2000 và vì thế trở thành nữ cung thủ da đen đầu tiên tham gia Thế vận hội Olympic.
Tại Thế vận hội, Tumusiime đã ghi được 474 điểm trong vòng xếp hạng và kết thúc thứ 64 trên tổng số 64. Ở vòng 64, cô đã mất 164-124 để giành hạt giống hàng đầu Kim Soo-nyung.
Năm 2004, cô đủ điều kiện làm huấn luyện viên cấp 3.
Năm 2008, cô đã hoàn thành thứ chín trong sự kiện vòng loại lục địa cho Thế vận hội và không đủ điều kiện.